# Sanaa Lathan
Sanaa McCoy Lathan (Nueva York, Estado de Nueva York, 19 de septiembre de 1971) es una actriz estadounidense. Ha protagonizado éxitos de taquilla como Love & Basketball, Alien vs. Predator, Something New y The Family That Preys.

## Biografía
Lathan nació en Nueva York y estudió en Manhattan Center for Science and Mathematics. Su nombre de pila significa "Trabajo de arte" en suajili. Su madre, Eleanor McCoy fue una actriz y bailarina que llegó a actuar junto a Eartha Kitt en Broadway. Es descendiente de nativo y afroamericano. Su padre, Stan Lathan trabajó en PBS como productor en programas como Sanford e hijo y Def Comedy Jam de Russell Simmons. Sus padres se divorciaron cuando era joven, sin embargo, mantiene contactos con ambos teniendo que trasladarse a Los Ángeles y a Nueva York.
Se graduó en la Universidad de Berkeley, California matriculada en inglés. Lathan contempló sacarse una carrera como abogada, pero decidió ingresar en la Yale School of Drama.

## Carrera

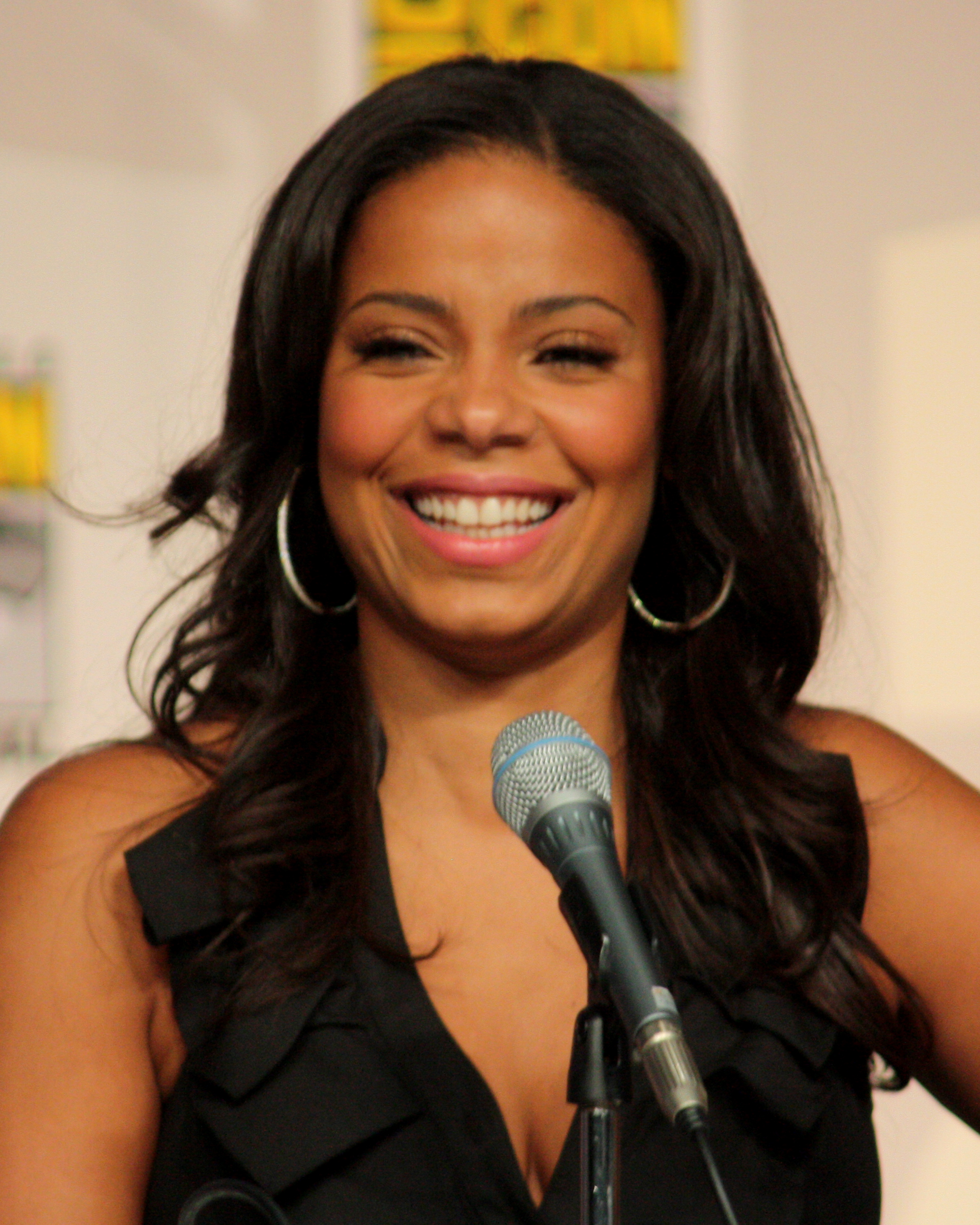
Lathan en la Comic Con de 2009 en San Diego.

Mientras seguía en Yale, estudió junto a Earle R. Gister y actuaron en numerosas obras de Shakespeare, Lathan aprendió a actuar en los escenarios de Broadway y Los Ángeles. Animada por su padre, la joven actriz hizo de Los Ángeles su comienzo artístico y enseguida empezaría a actuar en la televisión, apareciendo en episodios de series como In the House, Cosas de casa, NYPD Blue y Moesha. Durante el mismo periodo, ganó premios a la mejor actriz del Los Angeles NAACP Theatrical Award Commitee y obtuvo críticas favorables por su actuación en To Take Arms.
En 1998, Lathan obtuvo gran reconocimiento por su papel de madre de Wesley Snipes en Blade. Al año siguiente actuó en Life con Eddie Murphy y Martin Lawrence y volvieron a coincidir en The Best Man y The Wood. The Best Man fue una comedia en conjunto protagonizada por Taye Diggs, Nia Long, Harold Perrineau Jr. y Morris Chestnut. The Best Man fue una de las 10 películas afroamericanas que más taquilla recaudó en la historia y Lathan obtuvo una nominación NAACP Image Award por su actuación. The Wood, protagonizada por Diggs y Omar Epps, Lathan mostró interés por Epps, quien al cabo de un tiempo se convirtió en su novio. Ambos volvieron a coincidir en la gran pantalla con Love & Basketball.
Su actuación en Love & Basketball le sirvió para conseguir un NAACP Image Award en 2001 a la mejor actriz, así como la nominación a un Independent Spirit Award y un BET. Ese mismo año Lathan recibió críticas favorables por su trabajo en Catfish in Black Bean Sauce y por su segunda colaboración con Prince-Bythewood en Disappering Acts. Basada en la novela de Terry McMillan, HBO la incluyó en el papel de cantautora en Love with a Carpenter interpretado por Wesley Snipes. Ese mismo año fue mencionada en Ebony Magazine como una de las 55 personas más bellas y fue homenajeada por Essence Magazine y Black Entertainment Television.
En 2002 protagonizó Brown Sugar junto a Taye Diggs, Queen Latifah y Mos Def. La actuación de Lathaan consiguió una nominación a la mejor actriz de reparto NAACP Image Award. La película también recibió un NAACP.
En 2004, Lathan, en Broadway, protagonizó A Raisin in the Sun junto a Sean Combs, Audra McDonald y Phylicia Rashād. Lathan recibió la nominación al Tony Award a la mejor actuación por su interpretación de Beneatha Younger. Años después, Lathan volvió a interpretar el papel en la aclamada producción de ABC Network, A Raisin in the Sun.
Más tarde, Lathan sería protagonista en diversas producciones hollywoodienses incluyendo Alien vs Predator, donde hizo su papel más destacado. Alien vs Predator fue un gran éxito en taquilla con beneficios de 171 millones de dólares por todo el mundo. En A contrarreloj interpretó a la antagonista de la película, un papel que también fue importante para Lathan.
En 2006, coprotagonizó con Simon Baker, Something New, una comedia romántica sobre una relación interracial. Lathan apareció en un papel secundario como Michelle Landau en otra relación interracial como la mujer joven de un hombre de negocios tejano (interpretado por Larry Hagman) durante la cuarta temporada de la serie Nip/Tuck.
Lathan interpretó a Andrea en The Family That Preys, película dirigida por Tyler Perry, donde actuó junto a Alfre Woodard y Kathy Bates en 2008.
En 2009, Lathan coprotagonizó junto a Matthew Broderick el drama Wonderful World. También prestó su voz a Donna Tubbs en The Cleveland Show, una serie creada por Seth MacFarlane spin off de Padre de familia, también creada por MacFarlane. En diciembre de 2009, volvió al teatro junto a James Earl Jones para la producción de West End La gata sobre el tejado de zinc.

## Personal
Es amiga de las actrices Gabrielle Union, Regina Hall Essence Atkins y Nia Long. Salió con el actor Omar Epps y actualmente tiene una relación con el jugador de Chicago Bears, Adewale Ogunleye.

## Filmografía
| Año  | Título                | Papel                |
| 1998 | Blade                 | Vanessa Brooks       |
| 1998 | Drive                 | Carolyn Brody        |
| 1999 | The Wood              | Alicia               |
| 1999 | The Best Man          | Robin                |
| 1999 | Life                  | Daisy                |
| 2000 | Love & Basketball     | Monica Wright        |
| 2000 | Disappearing Acts     | Zora Banks           |
| 2002 | Brown Sugar           | Sidney 'Sid' Shaw    |
| 2003 | Out of Time           | Ann Merai Harrison   |
| 2004 | Alien vs. Predator    | Alexa Woods          |
| 2005 | The Golden Blaze      | Monica               |
| 2006 | Something New         | Kenya McQueen        |
| 2006 | Nip/Tuck              | Michelle Landau      |
| 2008 | A Raisin in the Sun   | Beneatha Younger     |
| 2008 | The Family That Preys | Andrea Pratt-Bennett |
| 2009 | Wonderful World       | Khandi               |
| 2009 | The Cleveland Show    | Donna Tubbs          |
| 2011 | Contagio              | Aubrey Cheever       |
| 2014 | Repentance            | Maggie Carter        |
| 2015 | The Perfect Guy       | Leah Vaughn          |
| 2016 | Now You See Me 2      | Natalie Austin       |
| 2018 | Nappily Ever After    | Violette             |

## Premios y nominaciones
- BET Award

- 2001, A la mejor actriz: (Ganadora)

- Black Movie Awards

- 2006, A la mejor actriz: Something New (Nominada)

- Black Reel Award

- 2008, A la mejor actriz: The Family That Preys (Nominada)
- 2006, A la mejor actriz: Something New (Nominada)
- 2004, A la mejor actriz: A contrarreloj (Nominada)
- 2003, A la mejor actriz: Brown Sugar (Nominada)
- 2001, A la mejor actriz: Love & Basketball (Ganadora)
- 2001, A la mejor actriz en Miniserie-Series: Disappearing Acts (Nominada)

- Image Awards

- 2007, Mejor actriz de reparto en película: Something New (Nominada)
- 2007, Mejor actriz secundaria en serie dramática: Nip/Tuck (Nominada)
- 2004, Mejor actriz secundaria de reparto en película: A contrarreloj (Nominada)
- 2003, Mejor actriz de reparto en película: Brown Sugar (Nominada)
- 2001, Mejor actriz de reparto en película: Love & Basketball (Ganadora)
- 2000, Mejor actriz secundaria de reparto en película: The Best Man (Nominada)

- Independent Spirit Awards

- 2001, Best Female Lead: Love & Basketball (Nominada)

- Theatre World Award

- 2004 A Raisin in the Sun (Ganadora)

- Tony Award

- 2003, Best Featured Actress in a Play: A Raisin in the Sun (Nominada)

### Entrevistas
- Essence Interview (septiembre de 2008)
- MSNBC interview (febrero 2, 2006)
- MetroMix interview (febrero 2, 2006)
- BlackFilm interview (enero de 2006)
- Latino Review interview (agosto de 2004)
- BlackFilm interview (agosto de 2004)

- Datos: Q241783
- Multimedia: Sanaa Lathan / Q241783